# Trío Acuario
El Trío Acuario fue un grupo musical español, de estilo melódico, formado en julio de 1976 por dos de las azafatas del concurso de TVE Un, dos, tres... responda otra vez , María Durán y Beatriz Escudero y quien luego sería presentadora del programa Mayra Gómez Kemp.

## Historia
El trío grabó un álbum, bajo la producción de Ramón Arcusa, y con algunas de las letras compuestas por los miembros del Dúo Dinámico: Acuario (1977), del que se extrajo el sencillo Rema, rema marinero (de R. Pérez Botija) y Eso es el amor en la cara B (de Pepe Iglesias).
En 1978, y una vez que Mayra Gómez Kemp había salido de la formación para continuar en solitario su carrera musical y televisiva, y había sido sustituida por la desconocida  granadina Elia Monteoliva, publicaron un nuevo sencillo: Haz el amor, de Ramón Arcusa y Manuel de la Calva, con la canción Amor salvaje en la cara B, de los mismos autores. Este sencillo se presentó en el Festival Musical Mallorca 1978.
En 1980 Beatriz Escudero fue sustituida por la sevillana Rebeca Vallejo. Ese mismo año, el trío se disolvió, convirtiéndose en dúo: Durán y Vallejo que aún sacarían un último sencillo titulado Tú (1981).

## Discografía

### Álbumes
- Acuario  (1977).

### Sencillos
- Eso es el amor (1976)
- Rema, rema, marinero (1977).
- Flor de viento (1977).
- Haz el amor (1978).
- Samba de amor (1978).
- Tú / Vale, vale ya (1981).